# Falseshurabia
Falseshurabia – wymarły rodzaj owadów z rzędu Reculida i rodziny Liomopteridae, obejmujący tylko jeden znany gatunek: Falseshurabia transitoria.
Rodzaj i gatunek opisane zostały w 2013 roku przez Daniła Aristowa. Opisu dokonano na podstawie pojedynczej skamieniałości przedniego skrzydła, odnalezionej w pobliżu wsi Isady, na terenie rosyjskiego obwodu wołogodzkiego i pochodzącej z piętra siewierdowinu w permie.
Owad ten miał przednie skrzydło o długości 14 mm i lekko wypukłym przednim brzegu. Żyłka subkostalna miała umiarkowanie długie, esowato wygięte, nierozgałęzione odgałęzienia przednie i kończyła się w odsiebnej ⅓ skrzydła. Sektor radialny brał początek w nasadowej ⅓ skrzydła, a pole kostalne na wysokości tego miejsca było dwukrotnie szersze od subkostalnego. W nasadowej ⅓ skrzydła pole kostalne zajmowało połowę jego szerokości. W nasadowej ćwiartce skrzydła żyłka medialna dzieliła się na tylną i przednią, z których obie miały dwa odgałęzienia. Pierwsza odnoga żyłki kubitalnej miała również dwa odgałęzienia.